# 派生作品
派生作品（はせいさくひん）は、作品制作の分野におけるスピンオフによって既存の作品（本編）から派生した作品全般を指す。スピンオフ作品（スピンオフさくひん）とも。
日本では、テレビドラマや映画、漫画などの派生作品によく使われる。

## 概要
元々はラジオドラマやテレビドラマなどから別番組が派生することを指す英語である。外伝作品、または続編、番外編などとも訳されることがあるが、単純に外伝とスピンオフを同義に捉えるのは誤りである。
本編と同じ媒体で制作されることが多いが、異なる媒体で制作される場合もある（テレビドラマから映画へのスピンオフなど）。この場合、物語の焦点が本編とは異なる点で、一般的な翻案（映画化やドラマ化、漫画化、小説化など）とは区別される。

## 日本での広がり
日本においては外国（特にアメリカ）映画などを扱う業界では比較的以前から使われていた言葉だが、一般には馴染みの薄い言葉であった。
テレビ業界では新作放映時に視聴者をつなぎとめるため、前作の出演者から1人次の作品に残すという慣習が存在したことがあり、これを出演者のスピンオフと呼んでいたことが桜井浩子や毒蝮三太夫の対談などで語られている。具体的には、『ウルトラQ』から『ウルトラマン』への桜井、『ウルトラマン』から『ウルトラセブン』への毒蝮がそれに該当する。
マスメディアによって「スピンオフ」という言葉が頻繁に使われ、一般に知られるようになったのは2000年代の半ば以降である。
当時、企業の統廃合や分離が頻繁に行われ、まず、ビジネス用語としてのスピンオフが知られるようになっていた。

## スター・システムとの違い
あるキャラクターが別の作品で主人公になるのはスター・システムにもみられるが、スピンオフ作品はもとの作品と舞台背景が共通するのに対して、スター・システムはキャラクターを俳優に見立てて全く別の舞台背景の作品に登場させているという違いがある。

## スピンアウト（作品制作）
ビジネス用語としてのスピンアウトが広義にスピンオフと同義であることから、作品制作においてもスピンオフの同義語としてスピンアウトが挙げられることがあるが、これは英語の用法として誤りである。
本編に準じる設定、本編の著作者や著作権者が制作したものや公式とされるもの（親会社との関係が深いもの）である「スピンオフ」に対して、本編にこだわらない設定、第三者が制作したものや非公式なもの（親会社との関係が薄いか全くないもの）である「スピンアウト」という使い分けである。Web上などで散見されるこれは、英語の用法としては本来誤りであるが、ビジネス用語の転用としては誤りとはいいがたい。
なお、英語で使用される用法として、他者が制作し成功した無関係の作品からの模倣に過ぎないパクリや剽窃に近い内容の映画作品を「リップオフ」と呼ぶことがある。最低映画を選出するゴールデンラズベリー賞にも「リメイク・リップオフ部門」が存在する。